# Jean-Claude Theillière
Jean-Claude Theillière, né le 23 mai 1944 à Blanzat (Puy-de-Dôme), est un coureur cycliste français. Professionnel de 1966 à 1972, il a notamment été champion de France sur route et a remporté le Grand Prix du Midi libre en 1966.

## Biographie
Il est le fils d'un coureur de niveau régional (Amédée Theillière). Titulaire d'un C.A.P. de typographe, il est remarqué dès 1960 par Raphaël Géminiani qui l'incite à devenir professionnel.
Après sa carrière cycliste, il devient imprimeur.

## Palmarès

### Palmarès amateur
- 1963
  - Grand Prix de Saint-Rambert
  - 3e du Grand Prix de Cours-la-Ville
  - 3e du Test préolympique en ligne
- 1964
  -  Champion de France des cheminots
  - 2e du championnat d'Auvergne sur route
- 1965
  - Championnat d'Auvergne des sociétés
  - 3e du Grand Prix de Cours-la-Ville
- 1973
  - Grand Prix de Châtel-Guyon
- 1974
  - 2e du Grand Prix de Châtel-Guyon

### Palmarès professionnel
- 1966
  -  Champion de France sur route
  - Classement général du Grand Prix du Midi libre
  - 9e du Critérium du Dauphiné libéré
- 1967
  - 9e du Grand Prix du Midi libre
- 1969
  - 3e étape du Circuit des Six-Provinces
  - 10e du Circuit des Six-Provinces
- 1970
  - 2e du Grand Prix de Montauroux

## Résultats sur les grands tours

### Tour de France
3 participations
- 1967 : 29e
- 1969 : 13e
- 1970 : hors délais (7e étape)

### Tour d'Italie
1 participation
- 1968 : 34e

### Tour d'Espagne
1 participation
- 1967 : 32e